# Атеней (русский журнал, 1924—1926)
Атене́й — историко-литературный временник, выходивший в 1924—1926.
- Кн. I—II. Пг., 1924. Выходили под редакцией Б. Л. Модзалевского, Ю. Г. Оксмана и П. Н. Сакулина.
- Кн. III: Труды Пушкинского дома. Л., 1926. Под редакцией Б. Л. Моздалевского, Ю. Г. Оксмана, без участия Сакулина.